# Спящий лагерь 4
«Спя́щий ла́герь 4» (англ. Sleepaway Camp IV: The Survivor) — четвёртый слэшер в серии фильмов «Спящий лагерь». Производство фильма было заморожено в 1992 году. В 2012 году оригинальные кадры были смешаны с материалами архива из предыдущих трёх фильмов и получили собственный релиз на DVD-диске. Фильм был последним из серии, который соблюдал преемственность «Спящего лагеря 2» и «Спящего лагеря 3», так как «Возвращение в спящий лагерь», игнорировал события сиквелов оригинального фильма.

## Производство
Съёмки фильма начались в октябре 1992 года в Camp Tamarack в Окленде, штат Нью-Джерси. Тем не менее, Double Helix Films, продюсерская компания фильма, обанкротилась за это время, в результате чего производство прекратилось. Примерно 34 минуты хронометража были сняты перед закрытием. В 2002 году отснятый материал с первого дня съёмок был выпущен как эксклюзивный четвёртый диск из комплекта DVD Sleepaway Camp Survival Kit компанией Best Buy Red Cross. В 2012 году официальная версия художественного фильма была наконец выпущена Retrosploitation через CreateSpace и Amazon. Окончательная версия была отредактирована режиссёром Дастином Фергюсоном и продюсером Джоном Клиза из SleepawayCampFilms.com.

## Сюжет
Эллисон Крамер (в исполнении Кэрри Чэмберс), оставшаяся в живых из оригинального фильма, страдает от кошмаров про ужасный лагерь. Она не может вспомнить фактические события из-за принудительного ментального блока, поэтому ищет помощи у психиатра в преодолении её бессонницы.
После многочисленных посещений и гипноза психиатр Эллисон говорит ей, что она пережила резню в лагере, которая произошла более десяти лет назад. Её недоверие ко всей ситуации побуждает психиатра посоветовать ей вернуться в лагерь, надеясь, что, если она увидит место преступления, она вспомнит всё и преодолеет свои страхи.
В сомнениях Эллисон отправляется в лагерь, в котором она уже была, но не помнила этого. Когда она добирается до места назначения, она обнаруживает, что лагерь закрыт и заброшен, а теперь это федеральная собственность. Она вспоминает о событиях, которые произошли в оригинальной трилогии. Архивные кадры из первых трёх фильмов показывают воспоминания, такие как боязнь воды у Анджелы. Эллисон ищет рейнджера, Джека (Джон Лодико), с которым доктор Льюис сказал ей встретиться. Рейнджер пытается заняться с ней сексом, но Эллисон решает, что всё идёт слишком далеко и убегает. Рейнджер преследует её через лес. Эллисон останавливается, так как она больше не может бежать. Её обнаруживает охотник Евгений (Виктор Кампос), который почти стреляет в неё от испуга. Позже она подходит к рейнджеру с орудием охотника и угрожает убить его, если он не будет держаться от неё подальше. Затем она возвращается к охотнику и стреляет в него. В следующей сцене Эллисон стоит с ножом, от которого отражается солнце. Рейнджер приближается к ней, но в схватке она приближает нож к рейнджеру. Затем показывается комната, где видны разлагающиеся тела охотника и рейнджера.
Этим подразумевается, что Эллисон может быть Анджелой, убийцей из трёх предыдущих фильмов, поскольку она заявляет, что она «женщина без личности» и спрашивает: «Но кем же Эллисон является в действительности?» Это может также быть подтверждено тем фактом, что у неё были воспоминания о некоторых сценах из оригинальной трилогии, которые пережила только Анджела.